# 6-й Рощинский проезд
Шесто́й Ро́щинский прое́зд — проезд, расположенный в Южном административном округе города Москвы на территории Даниловского района.

## История
Проезд получил своё название 10 октября 1969 года по существовавшей здесь в XVIII—XIX веках Орловой роще, которая принадлежала графам Орловым.

## Расположение
6-й Рощинский проезд проходит от 2-й Рощинской улицы на юг до 3-й Рощинской улицы. Нумерация домов начинается от 2-й Рощинской улицы.

## Примечательные здания и сооружения
По нечётной стороне:
По чётной стороне:

## Транспорт

### Наземный транспорт
По 6-му Рощинскому  проезду не проходят маршруты наземного общественного транспорта. Восточнее проезда, на Малой Тульской улице, расположена остановка «3-я Рощинская улица» автобусов 121, м90, с932.

### Метро
- Станция метро «Тульская» Серпуховско-Тимирязевской линии — восточнее проезда, между Большой Тульской улицей и Большим Староданиловским, Холодильным и 1-м Тульским переулками

### Железнодорожный транспорт
- Платформа Тульская Павелецкого направления МЖД  — юго-восточнее улицы, вблизи развязки Третьего транспортного кольца и Варшавского шоссе